# Le Colporteur (recueil)
Pour la nouvelle ayant donné son nom au recueil, voir Le Colporteur (Maupassant).
Pour les articles homonymes, voir Le Colporteur.
Le Colporteur est un recueil de nouvelles de Guy de Maupassant publié en 1900 (posthume).

## Historique
En 1900, Paul Ollendorff fait paraître un recueil de contes intitulé Le Colporteur. Certains se retrouveront dans un autre recueil Boule de Suif.

## Nouvelles
Cet ouvrage est composé des nouvelles suivantes : 
- Le Colporteur (1893)
- Auprès d'un mort (1883)
- La Serre (1883)
- Un duel (1883)
- Une soirée (1883)
- Jadis (1883, 2e version)
- Le Vengeur (1883)
- L'Attente (1883)
- Première Neige (1883)
- La Farce (1883)
- Lettre trouvée sur un noyé (1884)
- L'Horrible (1884)
- Le Tic (1884)
- Fini (1885)
- Mes vingt-cinq jours (1885)
- La Question du latin (1886)
- Le Fermier (1886)
- Cri d'alarme (1886)
- Étrennes (1887)
- Après